# Celidophylla albimacula
Celidophylla albimacula är en insektsart som beskrevs av Henri Saussure och Francois Jules Pictet de la Rive 1898. Celidophylla albimacula ingår i släktet Celidophylla och familjen vårtbitare. Inga underarter finns listade i Catalogue of Life.